# Konstantin Marsch
Konstantin Marsch (* 1986 in Göttingen) ist ein deutscher Schauspieler.

## Leben
Konstantin Marsch absolvierte von 2007 bis 2011 sein Schauspielstudium (mit Diplom) an der Staatlichen Hochschule für Musik und Darstellende Kunst in Stuttgart. Während seines Studiums war er bereits am Schauspiel Stuttgart und am Wilhelma Theater engagiert.
Von 2011 bis 2016 war Marsch festes Ensemblemitglied am Theater Magdeburg, wo er 2015 den Förderpreis für junge Künstler des Fördervereins des Theaters Magdeburg erhielt. Am Theater Magdeburg arbeitete er mit Jan Jochymski, Claudia Bauer, Angela Mund, Sascha Hawemann und Cornelia Crombholz. Er spielte dort zahlreiche Hauptrollen, u. a. den Ehegatten in Arthur Schnitzlers Drama Reigen, sowie Beckmann in Draußen vor der Tür, den Tempelherrn in Nathan der Weise und Stanley Kowalski in Endstation Sehnsucht.
Von 2016 bis 2019 war er am Staatstheater Kassel engagiert. Hier trat er u. a. als Pylades in Die Orestie (2016–19, Regie: Johanna Wehner), Franz Moor in Die Räuber (2016, Regie: Markus Dietz/Philipp Rosendahl), als Sekretär Wurm in Kabale und Liebe (2016, Regie: Markus Dietz), Erich Spitta in Die Ratten (2017, Regie: Maik Priebe) und Zettel in Ein Sommernachtstraum (Spielzeit 2018/19, Regie: Laura Linnenbaum) auf. Seit der Spielzeit 2019/20 ist er am Staatstheater Kassel  weiterhin als Gast engagiert.
Außerdem nahm er als Sprecher mehrere Hörbücher für den Diogenes Verlag auf. Marsch ist Mitglied in der Genossenschaft Deutscher Bühnen-Angehöriger (GDBA) und lebt als freier Schauspieler in Leipzig.

## Filmografie (Auswahl)
- 2010: Live Stream (Kinofilm)
- 2021: Der Zürich-Krimi: Borchert und die Zeit zu sterben (Fernsehreihe)
- 2023: 5 Seasons – eine Reise
- 2025: SOKO Wismar: Klabauterfrauen (Fernsehserie, eine Folge)